# Storm Force Ten
| Recensione | Giudizio |
| ---------- | -------- |
| AllMusic   |          |

Storm Force Ten è il decimo album degli Steeleye Span, pubblicato dalla Chrysalis Records nel novembre del 1977. Il disco fu registrato nel settembre del 1977 al "Phonogram Studios" di Hilversum nei Paesi Bassi. Subito dopo la pubblicazione del precedente album (Rocket Cottage), Bob Johnson e Peter Knight lasciarono il gruppo, sostituiti dal rientrante Martin Carthy e dall'esperto fisarmonicista folk John Kirkpatrick.

## Tracce
Lato A
1. Awake, Awake – 5:00 (Testo: Steeleye Span - musica: tradizionale)
2. Sweep, Chimney Sweep – 4:37 (Brano tradizionale, arrangiamento Steeleye Span)
3. The Wife of the Soldier – 2:32 (Testo: Berthold Brecht - musica: Patrick John O'Hara Scott)
4. The Victory – 8:22 (Testo: tradizionale - musica: Steeleye Span)

Lato B
1. The Black Freighter – 5:57 (Testo: Berthold Brecht - musica: Kurt Weill)
2. Some Rival – 3:23 (Brano tradizionale, arrangiamento Steeleye Span)
3. Treadmill Song – 6:09 (Brano tradizionale, arrangiamento Steeleye Span)
4. Seventeen Come Sunday – 5:07 (Brano tradizionale, arrangiamento Steeleye Span)

## Musicisti
- Tim Hart - voce, chitarra
- Maddy Prior - voce solista
- Martin Carthy - chitarra, voce
- John Kirkpatrick - accordion, voce
- Rick Kemp - basso
- Nigel Pegrum - batteria